# Praxítea (esposa d'Erictoni)
D'acord amb la mitologia grega, Praxítea (en grec antic: Πραξιθέα) va ser una nimfa, esposa d'Erictoni, que li va donar un fill, Pandíon.